# Batalha de Palmira (Dezembro de 2016)

Mapa da Ofensiva de Palmyra em andamento.

A Batalha de Palmira (Dezembro de 2016) foi uma ofensiva militar iniciada pelo Estado Islâmico para reconquistar a cidade de Palmira, recuperada pelo Exército Sírio, em Março de 2016.
Esta operação do Estado Islâmico do Iraque e do Levante (EIIL) surpreendeu o Exército Sírio, que estava mobilizado para terminar a conquista de Alepo. A 8 de dezembro, o EIIL iniciou a sua ofensiva, rapidamente, chegando às portas de Palmira, e, apesar de contra-ataques lançados pelo Exército Sírio apoiado pelas Forças Armadas Russas e pelo Exército dos Guardiães da Revolução Islâmica, a 11 de dezembro, Palmira era reconquistada pelo EIIL, após a retirada das tropas sírias e russas para a Base Militar Aérea de Tiyas.
Após a reconquista de Palmira, o Estado Islâmico direccionou o seu ataque em direcção à base militar de Tiyas, mas, apesar de diversos ataques, e, com apoio de ataques aéreos da coligação liderada pelos Estados Unidos, as tropas sírias, russas e iranianas conseguir resistir ao total colapso e conseguiram repelir o ataque em Tiyas, e, acima de tudo, ficaram em posição de lançar uma nova ofensiva sobre Palmira, para recuperar, que viria a acontecer em janeiro de 2017.